# Picarreau
Picarreau település Franciaországban, Jura megyében. Lakosainak száma 101 fő (2022. január 1.). Picarreau Besain, Bonnefontaine, Crotenay, Fay-en-Montagne, Le Fied és Poligny községekkel határos.

## Népesség
A település népességének változása:
| Lakosok száma | 105  | 84   | 81   | 84   | 100  | 103  | 101  | 98   | 98   | 101  |
|               | 1968 | 1982 | 1990 | 2006 | 2013 | 2015 | 2017 | 2019 | 2020 | 2022 |